# Orest Somov
 (mai 2022).
La mise en forme du texte ne suit pas les recommandations de Wikipédia : il faut le « wikifier ».
Les points d'amélioration suivants sont les cas les plus fréquents. Le détail des points à revoir est peut-être précisé sur la page de discussion.
- Les titres sont pré-formatés par le logiciel. Ils ne sont ni en capitales, ni en gras.
- Le texte ne doit pas être écrit en capitales (les noms de famille non plus), ni en gras, ni en italique, ni en « petit »…
- Le gras n'est utilisé que pour surligner le titre de l'article dans l'introduction, une seule fois.
- L'italique est rarement utilisé : mots en langue étrangère, titres d'œuvres, noms de bateaux, etc.
- Les citations ne sont pas en italique mais en corps de texte normal. Elles sont entourées par des guillemets français : « et ».
- Les listes à puces sont à éviter, des paragraphes rédigés étant largement préférés. Les tableaux sont à réserver à la présentation de données structurées (résultats, etc.).
- Les appels de note de bas de page (petits chiffres en exposant, introduits par l'outil «  Source ») sont à placer entre la fin de phrase et le point final[comme ça].
- Les liens internes (vers d'autres articles de Wikipédia) sont à choisir avec parcimonie. Créez des liens vers des articles approfondissant le sujet. Les termes génériques sans rapport avec le sujet sont à éviter, ainsi que les répétitions de liens vers un même terme.
- Les liens externes sont à placer uniquement dans une section « Liens externes », à la fin de l'article. Ces liens sont à choisir avec parcimonie suivant les règles définies. Si un lien sert de source à l'article, son insertion dans le texte est à faire par les notes de bas de page.
- La présentation des références doit suivre les conventions bibliographiques. Il est recommandé d'utiliser les modèles {{Ouvrage}}, {{Chapitre}}, {{Article}}, {{Lien web}} et/ou {{Bibliographie}}. Le mode d'édition visuel peut mettre en forme automatiquement les références.
- Insérer une infobox (cadre d'informations à droite) n'est pas obligatoire pour parachever la mise en page.

Pour une aide détaillée, merci de consulter Aide:Wikification.
Si vous pensez que ces points ont été résolus, vous pouvez retirer ce bandeau et améliorer la mise en forme d'un autre article.
Orest Mykhailovych Somov (en ukrainien : Орест Сомов, en russe : О́рест Миха́йлович Со́мов ; Vovtchansk, 11 décembre 1793 - Saint-Pétersbourg, 27 mai 1833) est un poète, traducteur, critique, éditeur et écrivain romantique ukrainien.
Il étudie à l'Université de Kharkiv, où il devient adepte de la littérature romantique et de la fiction gothique.
En 1817, il s'installe à Saint-Pétersbourg, où il poursuit sa carrière littéraire. En plus de sa carrière d'écrivain et de traducteur, il s'est imposé comme critique et éditeur, devenant l'un des premiers hommes de lettres professionnels de l'Empire russe. Somov s'est énormément inspiré du folklore de son Ukraine natale et la plupart de ses écrits y font référence.
De son vivant, Somov était un écrivain populaire. Ses œuvres ont eu un grand impact sur le monde littéraire des années 1820. Ses œuvres étaient très populaires et les critiques favorables. Après sa mort, son nom et ses œuvres tombent dans l'oubli. Ce n'est qu'en 1989 que Yuriy Vynnychuk a remis Somov sur le devant de la littéraire ukrainienne.
L'acteur américain René Auberjonois fait partie de sa famille éloignée ; La mère du grand-père maternel d'Auberjonois était une noble russe, Eudoxia Michailovna Somova (1850–1924), une cousine collatérale de Somov.

## Œuvres majeures
- 1825-1830 : Haïdamaka
- 1827 : Fou de Dieu (en Yurodivyi)
- 1827 : Ordre de l'autre monde (en Prikaz s toho sveta)
- 1829 : Kikimora
- 1829 : Rusalka
- 1829 : Le Loup-garou (en Oboroten)
- 1830 : Contes de trésors enfouis (en Skazki o kladakh)
- 1830 : Duel étrange (en Strannyi poedinok)
- 1830 : Auto-meurtrier (en Samoubiytsa)
- 1831 : Veille de Kupalo (en Kupalov vecher)
- 1832 : Lumière errante (en Brodiashchiy ohon)
- 1833 : Les Sorcières de Kiev (en Kievskie vedmy)
- 1833 : Le Mauvais Œil (en Nedobryi glaz)
- 1833 : Maman et Fils (en Matushka i synok)